# لويس لاسي
لويس لاسي (بالإسبانية: Lewis Lacey)‏ هو لاعب البولو أرجنتيني، ولد في 1887، وتوفي في 1966.